# Златник
Зла́тник, або золо́тник — умовна назва золотої монети в Київській Русі, що карбувалася великим князем київським Володимиром Святославовичем наприкінці Х століття. Ймовірно, перша емісія була здійснена 990 року з нагоди хрещення Русі та одруження князя з візантійською принцесою Анною. Усього знайдено 11 златників, 6 з яких походять із Пінського скарбу. Подібний до візантійського соліда за технікою карбування, зовнішнім виглядом та вагою (близько 4,2 г). Легенда монети написана кириличним шрифтом. Має статичне зображенням князя, тризубом. Типологічно поділяються на 2 типи, які відрізняються текстом легенд. Як засіб обігу та платежу широко не використовувався, а носив, скоріше, прокламативну роль. Проте знахідки златників у скарбах разом із солідами свідчать про визнання цих монет як рівних.

## Історія

### Введення монет в обіг
У період становлення Київської Русі на її землях поширились візантійські золоті монети. Візантійський солід був однією зі світових грошових одиниць доби раннього і зрілого середньовіччя. Їх використовували усі народи східної і центральної Європи, а також вікінги. Більшість солідів потрапляли до Русі завдяки торговим операціям купців, а також завдяки військовим викупам. Срібні та мідні монети Візантії використовували лише у Тмутороканському князівстві при торгівлі з візантійським Кримом, в Києві і сусідніх князівствах використовували арабські дирхеми.
Згодом, візантійська золота монета стала зразком для перших монет київських князів — златників.
Златники Володимира були одними з найперших монет київського карбування. Вони діляться на два типи. На аверсі першого типу монет вміщено надпис «Владимир, а се его злато». На монетах другого типу інший надпис: «Владимир на столе». У центральній частині аверсу зображення князя, зі скіпетром й хрестом. Над лівим плечем Володимира знак роду Рюриковичів — тризуб. На реверсі (реверс монет обох типів однаковий) ім'я Ісуса Христа та його зображення (Христос-Пантократор). Композиційно златники наслідують візантійські соліди Василя ІІ та Константина VIII (976—1025).
Монети карбувались з високопробного золота (916 і 958 проби), ймовірно, шляхом перекарбування солідів.
Відомі лише монети князя Володимира Святославича.

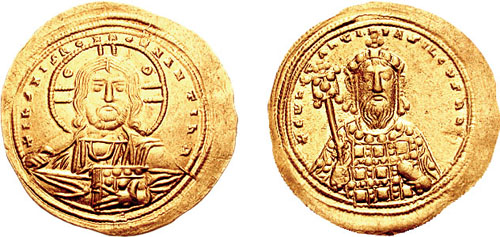
Солід Василя ІІ і Константина VІІІ

### Історія досліджень
В літописах немає свідчень про початок карбування монет київськими князями. Назва «златник» також умовна. Її взяли з договору 945 року князя Ігоря з візантійцями, — златником тоді називали будь-яку золоту монету.
Перший відомий златник викупив київський аптекар Бунге у 1796 році, але згодом ця монета була втрачена.
Декілька златників були виявлені у 1804 році в Пінському скарбі археологами, і тому потрапили до Ермітажу, де їх описали без відомостей про походження.
У ХІХ ст. досить популярною була думка про варварську і економічно відсталу Русь, що ставило під сумнів можливість карбування власних монет. Перші знахідки златників і срібників були нечисельними, тому дослідники одразу поставили під сумнів їх оригінальність. Першим визнав ці монети давньоруськими Ф. І. Круг, який переписав каталог Ермітажу, де златники значились як варварські підробки солідів.
У 1852 році було знайдено великий скарб срібників (200 монет), після дослідження якого вже ні в кого не було сумніву в належності монет до Київської Русі, але знайдених златників досі лишалось 6 екземплярів.
У 1876 р. відомий нумізмат І.Толстой створив перший каталог давньоруських монет. Він провів стилістичний аналіз, порівняв типи монет і розробив хронологію випуску монет. Толстой першим визнав подібність срібників перших років випуску із златниками і довів їх приналежність добі князя Володимира Святославича.

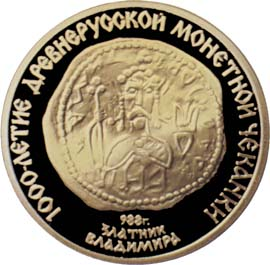
Радянська ювілейна монета із зображенням златника

Каталог Толстого призвів до постійних дискусій. Наступну класифікацію монет запропонував О. В. Орєшніков у 1920-і роки, назвавши златники — монетами Володимира Мономаха. Його класифікацію заперечували дослідники Р.Фасмер і Н.Бауер. Надалі дослідження грошового обігу Русі виявили хибність ідей Орєшнікова. А дослідження князівськіх знаків на монетах археологом Н.Ліхачовим остаточно реабілітували класифікацію І.Толстого. Ліхачов першим запропонував думку про те, що срібники 1-ого типу і златники були випущені на честь прийняття християнства на Русі.
Наступний крок у дослідженні давньоруських монет зробив нумізмат І. Г. Спаський, котрий розділив всі монети за класифікацією по майстрам-різчикам штемпелів для карбування. Дослідження Спаського довели ідеї Ліхачова, а також уточнили історію карбування срібних монет. Спаський вперше опублікував історію походження кожного златника і партій срібників.
Всього офіційно було знайдено 11 златників. Сьогодні відоме місцезнаходження 10 з них: В Ермитажі — 7, в ГИМ — 1, в Національному музеї історії України — 1, в Одеському археологічному музеї — 1.

## Додаткові факти
- Вага візантійського соліду та златника з часом стали руською одиницею ваги — золотника (4,266 г).
- У 1988 році на честь 1000-річчя перших монет Русі була випущена монета 100 рублів із зображенням златника.